# Silver & Gold (Neil Young)
Silver & Gold è il ventiseiesimo album in studio del cantautore canadese Neil Young, pubblicato il 25 aprile 2000 dalla Reprise Records.
La foto di copertina è di Amber, la figlia di Neil ed è stata scattata dalla sua Nintendo Game Boy camera.

## Accoglienza
| Recensione    | Giudizio |
| ------------- | -------- |
| AllMusic      |          |
| NME           |          |
| Rolling Stone |          |

Silver & Gold ha ottenuto recensioni positive da parte dei critici musicali. Su Metacritic, sito che assegna un punteggio normalizzato su 100 in base a critiche selezionate, l'album ha ottenuto un punteggio medio di 73 basato su quattordici recensioni.

## Tracce
Testi e musiche di Neil Young.
1. Good to See You – 2:49
2. Silver & Gold – 3:16
3. Daddy Went Walkin' – 4:01
4. Buffalo Springfield Again – 3:23
5. The Great Divide – 4:34
6. Horseshoe Man – 4:00
7. Red Sun – 2:48
8. Distant Camera – 4:07
9. Razor Love – 6:31
10. Without Rings – 3:41

## Formazione
- Neil Young: chitarra, tastiera, armonica, voce
- Ben Keith: pedal steel guitar, voce
- Spooner Oldham: tastiera, organo
- Donald Dunn: basso
- Jim Keltner: batterie
- Oscar Butterworth: batterie
- Linda Ronstadt: voce
- Emmylou Harris: voce

## Classifiche
| Classifiche (2000) | Posizione massima |
| ------------------ | ----------------- |
| Australia          | 30                |
| Austria            | 18                |
| Belgio (Fiandre)   | 20                |
| Canada             | 11                |
| Finlandia          | 18                |
| Francia            | 38                |
| Germania           | 5                 |
| Irlanda            | 16                |
| Italia             | 11                |
| Norvegia           | 2                 |
| Nuova Zelanda      | 49                |
| Paesi Bassi        | 25                |
| Regno Unito        | 10                |
| Stati Uniti        | 22                |
| Svezia             | 9                 |
| Svizzera           | 70                |